# Didac Ortega
Pour les articles homonymes, voir Ortega.
Ortega  Orts est un nom espagnol. Le premier nom de famille, en général paternel, est Ortega ; le second, en général maternel, souvent omis, est Orts.
Didac Ortega Orts (né le 5 avril 1982 à Valence) est un coureur cycliste espagnol. Il est professionnel entre 2007 et 2010.

## Palmarès
- 2000
  - 2e de la Vuelta al Besaya
- 2003
  - 4e étape du Tour de Salamanque
- 2005
  - 4e étape du Tour de León
  - Tour du Goierri :
    - Classement général
    - 2e étape
- 2006
  - Aiztondo Klasica
  - 1re étape du Tour d'Ávila
  - 2e de la Coupe d'Espagne de cyclisme
  - 3e de la Cursa Ciclista del Llobregat
- 2008
  - Santikutz Klasika
  - 3e étape du Tour de Tarragone
  - 3e du Mémorial Rodríguez Inguanzo

## Classements mondiaux
| Année           | 2005 | 2006   |
| --------------- | ---- | ------ |
| UCI Europe Tour | 623e | 1 162e |